# Góry Kamienne

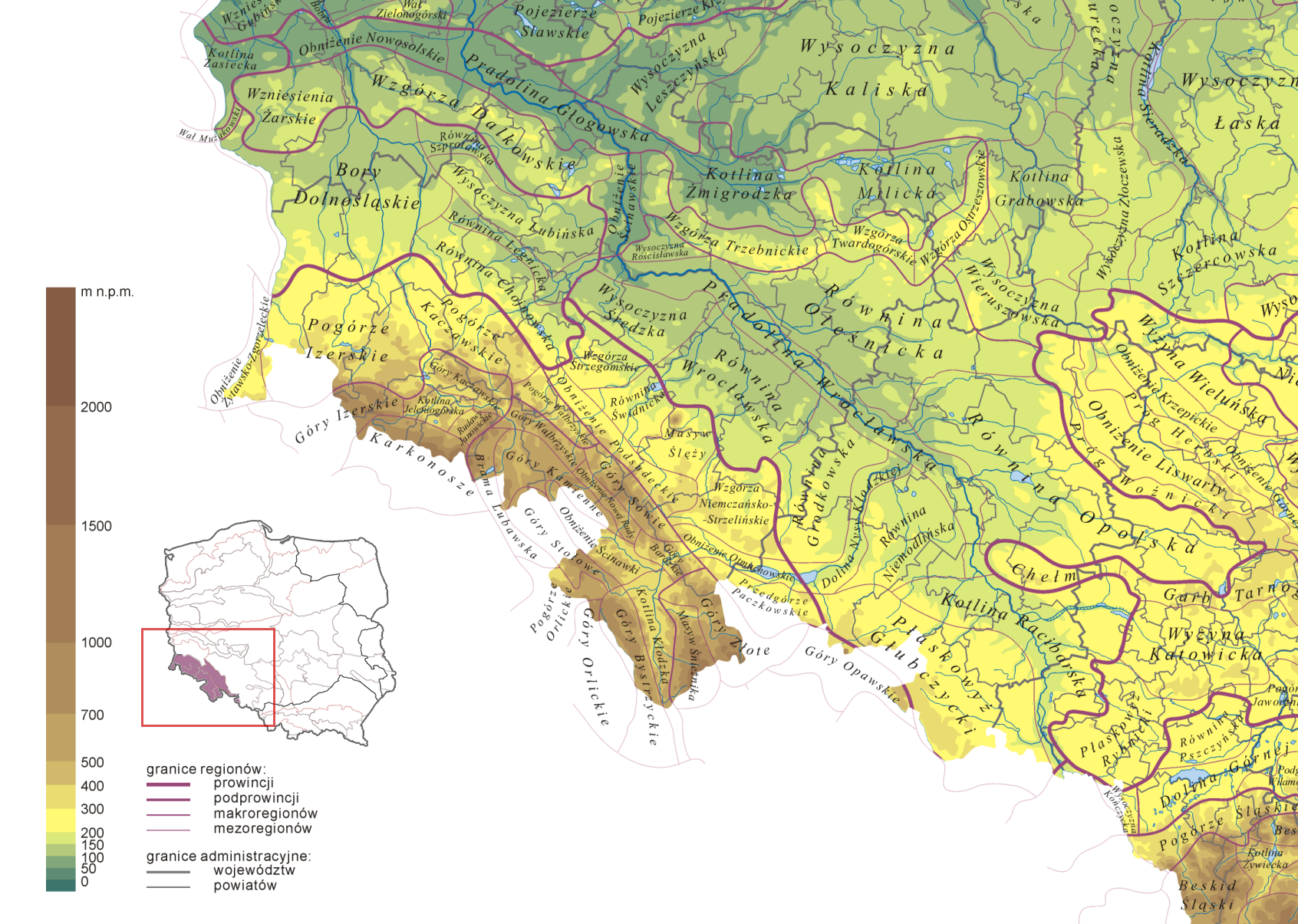
Regiony Kondrackiego-hipsometria, Sudety, Góry Kamienne

Góry Kamienne (332.43, czes. Meziměstská vrchovina) – pasmo górskie w Sudetach Środkowych wzdłuż granicy polsko-czeskiej. Położone na wschód od Karkonoszy i Rudaw Janowickich, na południe od Gór Wałbrzyskich i Gór Sowich oraz na północ od Gór Stołowych.

## Budowa geologiczna
Góry Kamienne stanowią część niecki śródsudeckiej, w której warstwy skalne zapadają ku środkowi (na zachodzie ku wschodowi, w środkowej i wschodniej części ku południowi i południowemu wschodowi). Zbudowane są ze skał osadowych, głównie piaskowców, zlepieńców i łupków oraz wulkanicznych – porfirów, melafirów i ich tufów. Skały te powstały w karbonie i permie.

## Rzeźba terenu
Dzielą się na cztery mniejsze pasma, tj.: Góry Krucze, Czarny Las, Pasmo Lesistej i Góry Suche, oddzielone od siebie przełomowymi dolinami rzek i potoków – Zadrnej, Grzędzkiego Potoku i Ścinawki. W ich skład wchodzi ponadto Wyżyna Unisławska. Góry Krucze mają rozciągłość północ – południe, natomiast pozostałe pasma północny zachód – południowy wschód. Przebieg pasm górskich naśladuje budowę niecki śródsudeckiej. Wzniesienia Gór Kamiennych mają strome stoki oraz wąskie grzbiety o silnie urozmaiconej linii grzbietowej. Często mają wygląd stożków.
Szczyty:
- Góry Suche (cz. Javoří hory):
  - Waligóra (936 m n.p.m.)
  - Suchawa (928 m n.p.m.)
  - Kostrzyna (906 m n.p.m.)
  - Włostowa (903 m n.p.m.)
  - Jeleniec (902 m n.p.m.)
  - Bukowiec (898 m n.p.m.)
  - Turzyna (895 m n.p.m.)
  - Ruprechticki Szpiczak (880 m n.p.m.)
  - Rogowiec (870 m n.p.m.)
  - Czarnek (868 m n.p.m.)
  - Klin (866 m n.p.m.)
  - Graniczna (846 m n.p.m.)
  - Stożek Wielki (841 m n.p.m.)
  - Široký vrch (839 m n.p.m.)
  - Gomulnik (826 m n.p.m.)
  - Gomólnik Mały (807 m n.p.m.)
  - Kopica (803 m n.p.m.)
  - Granicznik (801 m n.p.m.)
  - Garbatka (797 m n.p.m.)
  - Kozina (796 m n.p.m.)
  - Světlina (796 m n.p.m.)
  - Warzęcha (793 m n.p.m.)
  - Krzywucha (791 m n.p.m.)
  - Słodna (cz. Čertův Vrch) (790 m n.p.m.)
  - Średniak (cz. Obírka) (782 m n.p.m.)
  - Płoniec (cz. Hraniční Vrch) (771 m n.p.m.)
  - Garniec (763 m n.p.m.)
  - Ostoja (753 m n.p.m.)
  - Jelení vrch (751 m n.p.m.)
  - Stożek Mały (750 m n.p.m.)
  - Wysoka (cz. Vysoká) (749 m n.p.m.)
  - Głowy (743 m n.p.m.)
  - Březový vrch (743 m n.p.m.)
  - Bobří vrch (740 m n.p.m.)
  - Leszczyniec (736 m n.p.m.)
  - Bukowa Góra (cz. Jedlový Vrch) (733 m n.p.m.)
  - Czarnoch (733 m n.p.m.)
  - Malý vrch (726 m n.p.m.)
  - Czarna (723 m n.p.m.)
  - Kresko (721 m n.p.m.)
  - Słoneczna Kopa (713 m n.p.m.)
  - Miłosz (701 m n.p.m.)
  - Źródlana (682 m n.p.m.)
  - Włodarz (668 m n.p.m.)
  - Jatki (663 m n.p.m.)
  - Rudný vrch (654 m n.p.m.)
  - Homole (649 m n.p.m.)
  - Liščí vrch (610 m n.p.m.)
  - Holý vrch (546 m n.p.m.)
  - Młynarz (540 m n.p.m.)
  - Ptasi Szczyt (535 m n.p.m.)
  - Gaj (503 m n.p.m.)
- Pasmo Lesistej:
  - Lesista Wielka (851 m n.p.m.)
  - Dzikowiec Wielki (836 m n.p.m.)
  - Sokółka (801 m n.p.m.)
- Czarny Las:
  - Czuba (660 m n.p.m.)
  - Jastrzębia Góra (638 m n.p.m.)
  - Jastrzębia Góra (611 m n.p.m.)
  - Chojniak (588 m n.p.m.)
  - Bukowina (559 m n.p.m.)
  - Góra Sanatoryjna (558 m n.p.m.)
  - Młynarka (539 m n.p.m.)
  - Jastrzębnik (532 m n.p.m.)
  - Łysina (515 m n.p.m.)
  - Góra Zamkowa (472 m n.p.m.)
- Góry Krucze (cz. Vraní hory, niem. Rabengebirge):
  - Královecký Špičák (881 m n.p.m.)
  - Szeroka (844 m n.p.m.)
  - Mravenčí vrch (836 m n.p.m.)
  - Mrowiniec (817 m n.p.m.)
  - Końska (813 m n.p.m.)
  - Wiązowa (800 m n.p.m.)
  - Głazica (798 m n.p.m.)
  - Polska Góra (792 m n.p.m.)
  - Pośrednia (789 m n.p.m.)
  - Kozlík (787 m n.p.m.)
  - Jaworowa (786 m n.p.m.)
  - Gołota (762 m n.p.m.)
  - Kobyla Góra (758 m n.p.m.)
  - Owcza Głowa (753 m n.p.m.)
  - Bógdał (747 m n.p.m.)
  - Sępia Góra (740 m n.p.m.)
  - Pliszczyna (735 m n.p.m.)
  - Starzec (716 m n.p.m.)
  - Widok (712 m n.p.m.)
  - Skowrończa (707 m n.p.m.)
  - Golicowa Kopa (703 m n.p.m.)
  - Święta Góra (701 m n.p.m.)
  - Pustelnia (683 m n.p.m.)
  - Zajęcznik (682 m n.p.m.)
  - Krucza Skała (681 m n.p.m.)
  - Leszczówka (680 m n.p.m.)
  - Świstak (678 m n.p.m.)
  - Kierz (662 m n.p.m.)
  - Anielska Góra (651 m n.p.m.)
  - Zasieka (650 m n.p.m.)
  - Miejska Górka (650 m n.p.m.)
  - Bogoria (645 m n.p.m.)
  - Sołtysia (640 m n.p.m.)
  - Długa Góra (635 m n.p.m.)
  - Płonina (626 m n.p.m.)
  - Czarnogóra (621 m n.p.m.)
  - Długosz (612 m n.p.m.)
  - Lipowiec (605 m n.p.m.)
  - Drążona (600 m n.p.m.)
  - Góra Trzy Kawałki (598 m n.p.m.)
  - Buczak (587 m n.p.m.)
  - Skowroniec (581 m n.p.m.)
  - Młynarz (573 m n.p.m.)
  - Kurek (548 m n.p.m.)
  - Sądowa Góra (538 m n.p.m.)
  - Rudna (528 m n.p.m.)
  - Szubianka (513 m n.p.m.)
  - Kościelna (513 m n.p.m.)
  - Parkowa (510 m n.p.m.)

Masyw Jańskiego Wierchu oddzielony jest od Gór Kruczych doliną Szkła i według czeskich geologów należy do pasma Jestřebí hory. W Polsce Góry Jastrzębie uważa się jednak za przedłużenie Gór Kruczych albo przypisuje się je do czeskich Gór Stołowych.

## Miejscowości
Po polskiej stronie
Bartnica, Błażejów, Błażkowa, Borówno, Czadrów, Czarny Bór, Dworki, Głuszyca, Głuszyca Górna, Grzędy, Grzędy Górne, Grzmiąca, Janiszów, Kamienna Góra, Kolce, Kowalowa, Krajanów, Krzeszów, Kuźnice Świdnickie, Lipienica, Lubawka, Łomnica, Mieroszów, Nowe Siodło, Okrzeszyn, Przedwojów, Rybnica Leśna, Sokolica, Sokołowsko, Świerki, Tłumaczów, Uniemyśl.
Po czeskiej stronie
Bečkov, Benešov, Bernartice, Hejtmánkovice, Heřmánkovice, Hynčice, Janovičky, Královec, Meziměstí, Petřikovice, Rožmitál, Ruprechtice, Starostín, Šonov, Vižňov.